# Lheue Barat
Lheue Barat is een bestuurslaag in het regentschap Bireuen van de provincie Atjeh, Indonesië. Lheue Barat telt 428 inwoners (volkstelling 2010).